# Конрад I фон Раабс
Конрад I фон Раабс (на немски: Konrad I von Raabs, † ок. 1143) е от ок. 1105 до ок. 1137 г. бургграф на средновековното бургграфство Нюрнберг заедно с по-големия си брат Готфрид II фон Раабс († ок. 1137/1147) и след неговата смърт сам до ок. 1143 г.

## Биография
Конрад I е син на Готфрид I фон Госхам († 1084) от фамилията на графовете на Раабс в Маркграфство Остаричи (Маркграфство Австрия), тогава управлявано от Бабенбергите. Внук е на Улрих фон Госхам († 1083). Брат е на Готфрид II фон Раабс († ок. 1137/1147), Улрих фон Госхам, господар на Пернег-Дегендорф († сл. 1138) и Гебхард IV († 14 юли 1105, убит), 18. епископ на Регенсбург (1089 – 1105).
През 1105 г. император Хайнрих IV назначава братята Готфрид II и Конрад I да отговарят за замъка и град Нюрнберг. След смъртта на брат му Готфрид II през 1137 г. Конрад I го наследява като господар на Нюрнбергския замък. Той разширява територията си и получава конфликти с архиепископство Бамберг.
След неговата смърт бургграф става племенникът му Готфрид III Раабс, синът на Готфрид II.

## Деца
- Конрад II фон Раабс (* ок. 1125/1130; † ок. 1191), граф на Раабс, бургграф на Нюрнберг, женен за Хилдегард фон Абенберг († сл. 1160), дъщеря на граф Рапото фон Абенберг († 1172)
- Улрих III (I) фон Пернег († ок. 1170), женен за графиня Кунигунда фон Формбах-Питен († сл. 1151), вдовица на граф Бертхолд II фон Андекс, Дисен, Пласенберг и Щайн († 1151), дъщеря на граф Екберт II фон Формбах-Питен († 1144)